# 台灣衝突嚇阻法案
台灣衝突嚇阻法案（Taiwan Conflict Deterrence Act）是一部美國立法中的法案，目前美國眾議院通過，仍需送交參議院同意後才能正式成為法律。

## 立法過程
2023年1月，該法案由共和黨眾議員弗蘭奇·希爾（French Hill）與民主黨眾議員布拉德·舍曼（Brad Sherman）共同提出。
2024年9月9日，美國眾議院無異議通過《台灣衝突嚇阻法案》（Taiwan Conflict Deterrence Act）。後續因參議院國會議程的關係，而未獲通過。
2025年7月21日，美國聯邦眾議院以口頭無異議通過跨黨派「台灣衝突嚇阻法」（Taiwan Conflict Deterrence Act）。法案接下來送參議院審議通過後，交由總統簽署後生效。

## 法案內容
如果中華人民共和國對台發動攻擊、禁運、抵制等行為時，將要求財政部公布中國高層領導人及其親屬在美國的資產，並進一步凍結或停止提供金融服務。

## 反應
- 中華民國外交部北美司長王良玉表示，美國眾議院通過「台灣衝突嚇阻法案」，顯示台海和平穩定已經是國際間共識，此法案有助於從經濟層面嚇阻中國犯台的意圖，感謝美國國會持續以立法作為維持印太區域的和平與穩定[3]。

## 資料來源
1. ↑  美眾議院通過《台灣衝突嚇阻法案》 將公布並凍結中國官員及親屬資產 （页面存档备份，存于） 2024.9.10 公視
2. ↑  敢進犯台灣？紅色權貴一個都跑不了！美眾院通過《台灣衝突嚇阻法》 2025-07-25 報呱
3. ↑  美眾院通過台灣衝突嚇阻法案 外交部：台海和平國際共識 2024.9.10  中央社